# Habitatge al carrer Sant Pere, 22 (Vic)
L'Habitatge al carrer Sant Pere, 22 era una casa amb elements eclèctics de Vic (Osona) inclosa a l'Inventari del Patrimoni Arquitectònic de Catalunya.

## Descripció
Edifici civil. Casa entre mitgeres, d'un sol tram i amb planta baixa, tres pisos i terrassa. A la planta baixa hi havia un portal amb llinda de fusta datada el 1677, a la part esquerra hi havia un portal més petit amb la llinda arrebossada.
Al primer pis hi havia un balconet amb barana de ferro i al segon i tercer pis també s'hi obrien balcons i finestres.
El ràfec era decorat amb elements de totxo i coronat per uns pilars que protegien la barana del terrat. El tercer pis era més baix que els altres.
Era arrebossada d'un color terrós. L'estat de conservació era força bo, llevat de la part baixa que, degut a les humitats, estava deteriorada i la pedra estava un xic assalinada.
Aquest edifici va ser enderrocat, i actualment és un solar.

## Història
Habitatge situat a l'antic raval de Sant Pere, que començà a formar-se al segle xiii, davant el portal de Malloles, prop de l'antiga torre d'Amposta a tocar els desapareguts camps de Letrans.
El seu creixement es degué a la creació d'obres públiques i assistencials. El 1254 el rei Jaume I hi estableix una ordre de mercedaris i el 1274 el mateix monarca mana desplaçar l'antic camí de Barcelona del c /Sant Francesc al c/ Sant Pere, cosa que comportà la construcció del pont Pedrís sobre el riu Meder, anterior a l'actual del Remei. Al segle xiv s'hi instal·larien els primers edificis destinats a hospital, que al segle xvi culminarien amb l'actual. Al 1585 hi hagué la decisió de tancar el final dels carrers del raval (morbo) per evitar l'entrada dels empestats. A segle xvii s'hi construirien els Trinitaris, fou escenari de la guerra dels Segadors, etc.